# Ērišum I.
Ērišum I. (Erischum, Erisum), Sohn von Ilu-šūma, Sohn von Šalim-aḫum, Sohn von Puzur-Aššur war ein altassyrischer König. Er regierte vierzig Jahre (1910 bis 1871 v. Chr. bzw. 1974 bis 1935 v. Chr.). Er ist aus der assyrischen Königsliste (33. König) und zahlreichen Inschriften bekannt. In seine Regierungszeit fällt die Einrichtung mehrerer Karū (assyrische Handelsniederlassungen) in Anatolien. Darunter vermutlich auch die bekannteste Niederlassung in Kaniš, heute die türkische Ausgrabungsstätte Kültepe. Dort wurden auch einige seiner Inschriften gefunden.

## Titel
Zu einer Zeit, in der das sogenannte altassyrische Reich nur ein Stadtstaat unter vielen und seine Politik vermutlich ganz entscheidend von den einflussreichen Handelsfamilien bestimmt war, bezeichnet er sich vergleichsweise bescheiden nur als Gouverneur oder Vizekönig. Wie seine Vorgänger seit Puzur-Aššur I. verwendet er den Titel Išši’ak Aššur bzw. umschreibt seine Stellung mit „Aššur ist der König, Ērišum ist Vize-Regent“.

## Bauten
Wichtigstes Ereignis seiner Regierungszeit scheint der Bau des Aššur-Tempels (Tempel des Wild-Stiers) in Assur gewesen zu sein. Er baute den Tempel für sein Leben und das Leben seiner Stadt, errichtete einen Götterthron, der mit kostbaren Steinen geschmückt war, und setzte auch die Tore ein. Er ließ einen Tonzylinder mit der Gründungsurkunde in seine Fundamente einbauen und befahl, dass niemand und kein König, der den Tempel erneuere, ihn entfernen dürfe. In den Mörtel der Tempelwände wurde geklärte Butter und Honig gemischt. Ērišum beschlagnahmte Land innerhalb der Stadt, um das Stufentor zu erbauen oder zu erweitern („Die Mauer war höher als zur Zeit meines Vaters...“). Eine seiner Inschriften überliefert sogar die Namen der Richter, die am Stufentor tätig waren, und die Flüche, die auf den fallen sollten, der am Stufentor (vermutlich während einer Gerichtsverhandlung) lügt.
Eine etwa tausend Jahre später von Salmānu-ašarēd III. am Assurtempel Éḫursagkurkurra angebrachte Bau-Inschrift erwähnt Ērišum: „Als der Éḫursagkurkurra, der Tempel von Aššur, meinem Herrn, den Ušpia, mein Ahne, Priester des Aššur, vor Zeiten erbaut hatte, baufällig geworden war, stellte ihn mein Ahne Ērišum wieder her“. Neben ihm verweist die Inschrift auch auf Šamši-Adad I., der etwa 150 Jahre nach Ērišum erneut umfangreiche Baumaßnahmen am Tempel durchführen ließ.

## Regierung
Auch der Bau von zwei Braukesseln war der Erwähnung wert. Sie waren von Bildern von Tauben gekrönt. Allerdings sollen die Götter Aššur, Adad und Bēl den Samen eines jeden vernichten, der in dem Haus der Braukessel Getreide mahlt. Vielleicht handelte es sich dabei um eine rein sakralen Zwecken dienende Einrichtung.
Dem Vorbild seines Vaters folgend, verfügte er Steuererleichterungen. Zumindest fand sich eine entsprechend interpretierte Inschrift auf einem Block aus Alabaster, vermutlich ein Tür-Sockel. Demnach verkündete Ērišum I. einen Erlass von in Gold, Silber, Kupfer, Zinn, Wolle und Gerste zu entrichtenden Zahlungen.
Sein Nachfolger wurde sein Sohn Ikūnum.